# Spyke
Spyke, echte naam Evan Daniels, is een fictieve mutant uit de animatieserie X-Men: Evolution. In de serie is hij het neefje van Storm. In de serie werd zijn stem gedaan door Neil Denis
Spyke is een van de weinige mutanten in de serie die niet is overgenomen uit de Marvel Comics strips, maar voor de serie erbij is bedacht.

## Rol in X-Men: Evolution
Spyke wordt in de vijfde aflevering van het eerste seizoen geïntroduceerd. Hij heeft op dat moment een grote vijandschap met Quicksilver. Op advies van zijn tante sluit hij zich aan bij de X-Men.
Wanneer zijn krachten echter verder beginnen te muteren en hij vast komt te zitten in zijn pantservorm, wordt publiekelijk bekend dat hij een mutant is. Na te hebben gezien hoe wreed mensen reageren op mutanten verlaat Spyke de X-Men en sluit zich aan bij de ondergrondse mutantenbende de Morlocks omdat hij wil vechten voor mutanten die er anders uitzien dan gewone mensen. Storm probeert hem terug te halen naar de X-Men, maar tevergeefs.
In het laatste seizoen vecht hij met de X-Men mee tegen Apocalypse.

## Krachten
Spyke’s lichaam maakt scherpe projectielen gemaakt van bot aan, die hij vanuit zijn lichaam, meestal zijn polsen, kan afschieten. Later verkrijgt hij ook de gave deze projectielen te doen ontbranden alvorens ze af te schieten.
Tevens kan Spyke een soort beschermend pantser van bot creëren over zijn bovenlichaam. Maar door toedoen van een verdere mutatie komt Spyke later vast te zitten in deze gepantserde vorm. Dit pantser bedekt de gehele bovenkant van zijn lichaam op het gezicht na, en doet sterk denken aan het pantser van een Gordeldier.

## In andere media
Veel X-Men fans vonden dat Spyke qua krachten sterke overeenkomsten vertoont met het stripboekpersonage Marrow. De producer van de serie, Boyd Kirkland, maakte echter bekend dat Marrow en Spyke twee verschillende personages zijn, en dat de overeenkomst niet de bedoeling was
Na Spyke’s debuut in X-Men Evolution verschenen er een paar op hem gebaseerde personages in de X-Men strips, zoals de X-Men Spike en het X-Force lid The Spike. Ook in de film X-Men: The Last Stand verscheen een mutant met krachten gelijk aan die van Spyke, en die meevocht aan de kant van Magneto.